# Juanan Delgado
Juan Antonio Delgado Navarro, más conocido como Juanan Delgado (26 de octubre de 1964, Bilbao, Vizcaya) es un copiloto español que ha competido en el Campeonato de España de Rallyes de Tierra, donde fue tercero absoluto en el 1996. En la temporada 2011 ganó la clasificación FIA de copilotos de la Copa del Mundo de Energías Alternativas.